# Kandia Traoré
Kandia Traoré (ur. 5 lipca 1980 w Abidżanie) – piłkarz z Wybrzeża Kości Słoniowej grający na pozycji napastnika.

## Kariera klubowa
W latach 2000-2001 Kandia Traoré występował w Stade d’Abidjan. W 2001 roku trafił do tunezyjskiego Espérance Tunis, którego barwy reprezentował przez dwa następne sezony. Przez ten czas regularnie grał w podstawowym składzie, dysponował także wysoką skutecznością. Ze swoją drużyną dwukrotnie zwyciężył w Championnat la Ligue Professionnelle 1. W 2003 roku przeszedł do Al Ain FC, w którym w 22 meczach strzelił 15 goli. Następnie występował w Étoile Sportive du Sahel. W 2005 roku Traoré trafił do francuskiego Le Havre AC. W nowym zespole zadebiutował 5 sierpnia w przegranym 0:3 spotkaniu przeciwko LB Châteauroux, w którym wystąpił do 73. minuty, kiedy to został zmieniony przez Guillaume Hoarau. Pierwsze bramki zdobył w następnym meczu ze Stade Brestois 29, kiedy dwukrotnie pokonał bramkarza rywali. W sezonie 2005/2006 strzelił w lidze 14. goli, a w kolejnych rozgrywkach 18.. W 2007 roku odszedł do arabskiego Al-Nasr Dubaj.
W połowie stycznia 2008 roku Traoré powrócił do Francji i został graczem FC Sochaux. W jego barwach zadebiutował w Ligue 1 w wygranym 1:0 meczu z Valenciennes FC. Nie wywalczył jednak miejsca w podstawowym składzie, często pełnił rolę rezerwowego. W sezonie 2007/2008 nie strzelił także żadnego gola w lidze. Po rozegraniu dwóch spotkań w kolejnych rozgrywkach został wypożyczony do RC Strasbourg. Był w nim czołowym napastnikiem i strzelił 11. bramek. W 2009 roku powrócił do FC Sochaux, lecz 20 lipca przeszedł na zasadzie wypożyczenia do SM Caen. W nowej drużynie szybko wywalczył miejsce w podstawowym składzie, w sezonie 2009/2010 strzelił także siedem goli w lidze. Jego klub zajmując pierwszą lokatę w tabeli uzyskał promocję do francuskiej ekstraklasy. W 2010 roku Traoré został wykupiony z Sochaux. W sezonie 2014/2015 grał w Budapest Honvéd FC.
| Sezon   | Klub                 | Kraj                         | Rozgrywki   | Mecze | Bramki | Rozgrywki Europy | Mecze | Bramki |
| ------- | -------------------- | ---------------------------- | ----------- | ----- | ------ | ---------------- | ----- | ------ |
| 2000/01 | Stade d’Abidjan      | Wybrzeże Kości Słoniowej     | Ligue 1 MTN | ?     | ?      | -                | -     | -      |
| 2001/02 | Espérance Tunis      | Tunezja                      | T.Ligue 1   | 19    | 13     | -                | -     | -      |
| 2002/03 | Espérance Tunis      | Tunezja                      | T.Ligue 1   | 25    | 18     | -                | -     | -      |
| 2003/04 | Al Ain FC            | Zjednoczone Emiraty Arabskie | UAE League  | 22    | 15     | -                | -     | -      |
| 2004/05 | ES Sahel             | Tunezja                      | T.Ligue 1   | 19    | 14     | -                | -     | -      |
| 2005/06 | Le Havre AC          | Francja                      | Ligue 2     | 36    | 14     | -                | -     | -      |
| 2006/07 | Le Havre AC          | Francja                      | Ligue 2     | 37    | 18     | -                | -     | -      |
| 2007    | Al-Nasr              | Zjednoczone Emiraty Arabskie | UAE League  | ?     | ?      | -                | -     | -      |
| 2007/08 | FC Sochaux           | Francja                      | Ligue 1     | 13    | 0      | -                | -     | -      |
| 2008/09 | FC Sochaux           | Francja                      | Ligue 1     | 2     | 0      | -                | -     | -      |
| 2008/09 | RC Strasbourg (wyp.) | Francja                      | Ligue 2     | 31    | 11     | -                | -     | -      |
| 2009/10 | SM Caen (wyp.)       | Francja                      | Ligue 2     | 29    | 7      | -                | -     | -      |
| 2010/11 | SM Caen              | Francja                      | Ligue 1     | 38    | 6      | -                | -     | -      |
| 2011/12 | SM Caen              | Francja                      | Ligue 1     | 33    | 2      | -                | -     | -      |
| 2012/13 | SM Caen              | Francja                      | Ligue 2     | 7     | 0      | -                | -     | -      |
| 2014/15 | Budapest Honvéd FC   | Węgry                        | NB I        | 11    | 1      | -                | -     | -      |

## Kariera reprezentacyjna
W reprezentacji Wybrzeża Kości Słoniowej Traoré zadebiutował w 2001 roku i w tym roku strzelił także swoje pierwsze gole w barwach narodowych. W 2002 roku wystąpił w Pucharze Narodów Afryki w Mali. Rozegrał w nim trzy mecze i strzelił jednego gola, w spotkaniu z Demokratyczną Republiką Konga. Wraz z kadrą uczestniczył także w eliminacjach do Mistrzostw Świata w 2002 roku w Korei i Japonii oraz w 2010 roku w RPA.